# Проспект Кабанбай-батыра
Проспект Кабанбай-батыра (каз. Қабанбай батыр даңғылы) Находится в Есильском районе Астаны между мостом через Ишим и кольцевой развязкой по шоссе Каркаралы (Рождественское шоссе).
Начинается со съезда с моста, пересекает слева — улицу Космонавтов, справа — Кургальджинское шоссе, пересекает улицу Сарайшык, улицу Динмухамеда Кунаева, Водно-зелёный бульвар, проспект Достык, улицу Сыганак, улицу Алматы и трассу на аэропорт, продолжается в виде шоссе Каркаралы (Рождественское шоссе), в города Темиртау, Абай, Караганда.